# Alicia Morote
Alicia Morote (Murcia, 1988) es una compositora y productora musical española. En 2023 ganó el Premio Alfonso X de la Cultura de la Región de Murcia, y en 2024 recibió el primer premio a la Mejor Música Original por La Estrella Azul en el festival Cinespaña de Toulouse.

## Trayectoria
Aprendió a tocar el piano de manera autodidacta y, a los seis años, ya creaba sus propias composiciones. Con esa edad inició sus estudios de grado medio en el Conservatorio de Música de Murcia. Se tituló en Composición en el Real Conservatorio Superior de Música de Madrid con matrícula de honor. Más tarde, recibió una beca del Berklee College of Music para cursar un máster en Scoring for Film, TV and Video Games en el campus de Valencia.
Ha formado parte de los equipos de composición musical en películas como Dolor y gloria y Madres paralelas de Pedro Almodóvar, siendo esta última nominada a Mejor Música Original en la 94.ª edición de los Premios Óscar. También ha trabajado en Yuli de Icíar Bollaín y Ma Ma de Julio Médem, entre otras. Además, ha compuesto la banda sonora de producciones como Figurante, de Nacho Fernández, en 2021, obra que fue nominada a Mejor Cortometraje Documental en los Premios Goya 2022, o El siglo de Galdós, dirigido por Miguel Ángel Calvo Buttini.

## Reconocimientos
Morote ha sido reconocida con diversos premios a lo largo de su carrera. En 2018, obtuvo el segundo premio en el Concurso Internacional de Música de Cine de Montreal. En 2022 fue galardonada con el premio VALE de Berklee College of Music por su excelencia profesional.
Obtuvo el Premio Alfonso X de la Cultura 2023 en la categoría otras músicas, por la música de Emilia, de Calvo Buttini, grabada por la Orquesta Sinfónica de la Región de Murcia. Los Premios Alfonso X de la Cultura son un reconocimiento a la labor de artistas y creadores de la Región de Murcia en diversas disciplinas.
En 2024, fue seleccionada para participar en el programa Spot the Composer del Festival de Cannes, un programa organizado por el Marché du Film para conectar a compositores profesionales de cine con directores y productores de largometrajes. El mismo año ganó el premio a la Mejor Música Original por La Estrella Azul en el festival Cinespaña de Toulouse, junto al músico Peteco Carabajal.